# 矫宁治
矫宁治（1919年—1982年1月23日），山东烟台市牟平区埠西头乡西头村人。中华人民共和国政治人物。

## 生平
1941年3月加入中国共产党。参加工作后，历任牙前县副县长、县长，海阳县县长，中共海阳县委副书记、书记。1959年6月1962年10月，担任中共招远县委第一书记。1965年6月至文化大革命初期，任中共莱阳县委书记。后调任中共掖县县委副书记、书记，兼革委会副主任、主任，升任中共烟台地委组织部部长，烟台地委副书记。1982年1月23日病逝，终年63岁。